# Wilaya de Tiaret
La wilaya de Tiaret (/tja.ʁɛt/  ; en arabe: ولاية تيارت; en berbère: ⴰⴳⴻⵣⴷⵓ ⵏ ⵜⵉⵀⴻⵔⵜ) est une wilaya algérienne située à l'ouest du pays dans la région des hauts plateaux. C'est une région à vocation agro-pastorale.

## Géographie

### Localisation
La wilaya de Tiaret est située à l'ouest de l'Algérie, elle est délimitée :
- au nord, par les wilayas de Tissemsilt et de Relizane ;
- au sud, par les wilayas de Laghouat et de El Bayadh ;
- à l'ouest, par les wilayas de Mascara et de Saïda ;
- à l'est, par la wilaya de Djelfa.

|                | Relizane,Tissemsilt |        |
| Mascara, Saïda | wilaya de Tiaret    | Djelfa |
|                | El Bayadh,Laghouat  |        |

### Relief
La wilaya de Tiaret présente sur le plan physique trois grandes zones distinctes :
- Au nord : une zone montagneuse de l'Atlas tellien;
- Au centre : les hauts plateaux ;
- Au sud : des espaces semi arides.

### Climat
La wilaya se caractérise par un climat continental dont l'hiver est rigoureux et l'été est chaud et sec, elle reçoit 300 à 400 mm de pluies en moyenne par an.

### Hydrographie
La longueur du réseau hydrographique de la wilaya est de 1 938 km. Les principaux cours d'eau sont : Oued Touil, Oued Mina et Nahr Ouassel.

## Histoire
Les gravures rupestres du Kef Boubeker, font de la région de Tiaret un des lieux importants de la Préhistoire nord-africaine. On atteste également de nombreux vestiges de la dynastie des Massyles dont les ruines de la Souamah près de Mechraa Safa.
Sous la domination romaine, Tiaret devient au IIIe siècle, un poste militaire permanent. Une dynastie berbère, à l’influence grandissante, profite des troubles dans la région pour fortifier son indépendance et constituer un royaume. Les princes édifient sur la haute Mina les mausolées appelés « djeddar » (Ve et VIe siècles). Le royaume s'oppose au corps expéditionnaire de Sidi Okba.
Au VIIIe siècle, fuyant devant les orthodoxes musulmans, Ibn Rustom, se réfugie dans la région. Il est accueilli par les tribus locales, et il est nommé Imam et fonde Tahert la neuve. La nouvelle cité connaît une grande notoriété et une réelle prospérité. En 761, le royaume de Tihert s’étendait, jusqu’en Tripolitaine vers l’est et aux confins de Mascara vers l’ouest. On venait d'Égypte, d'Irak et de Perse pour étudier dans ses mosquées. De riches négociants d’Europe et d’Afrique noire venaient y commercer. Ce pouvoir théocratique, basé sur une stricte discipline morale, ne fonde pas sa force sur une quelconque puissance militaire. En 909, il n’oppose pas de résistance sérieuse aux armées fatimides. La région devient l’objet de convoitise entre souverains de l’est et de l’ouest.
Au XIVe siècle, le pays abrite durant quelques années, Ibn Khaldoun. Il se recueillit à Taoughazout, pour y écrire les Prolégomènes.
Après la prise d'Alger par les troupes françaises en 1830, l’émir Abdelkader transforme Tagdempt en une place forte. Il édifie sur les ruines de l'ancienne capitale rostémide, diverses constructions où vivait une garnison. Il y frappe une monnaie. La colonne du général Bugeaud rase la citadelle en 1841 et sur les ruines sera reconstruite la nouvelle ville de Tiaret. Le pays entier passe sous la domination française. Durant six années, de 1864 à 1870 ; les tribus des Ouled Sidi Cheikh portent la guerre partout dans le pays. En 1881, Bouamama libère temporairement Frenda et sa région.
Le projet de création de la sous-préfecture de Tiaret est déposé au conseil général dès 1918 mais celle-ci n’est intervenue qu’en 1938 par décret du 12 juin. Avant cette date, la situation de Tiaret illustre la complexité et l’originalité de l’organisation administrative de l’Algérie : occupée par un camp permanent de l’armée fondé par le général Lamoricière en 1843, Tiaret devient un centre de colonisation en 1856, puis le centre d’un commissariat civilInstitué en 1842, le commissariat civil est la transition entre le régime purement militaire et le régime communal. L’extension du régime municipal à partir de 1869 à l’intégralité du territoire civil annonce la fin des commissariats. par décret le 13 novembre 1867 dans le bulletin officiel du gouvernement général de l’Algérie. Elle est érigée en commune de plein exercice dépendant de l’arrondissement d’Oran par le décret du 27 janvier 1869. Elle devient également le chef-lieu d’une commune mixte créée par un arrêté gubernatorial du 21 décembre 1880 dont l’administration relève de l’arrondissement de Mostaganem. Enfin, elle est aussi le chef-lieu d’une commune indigène. Créée par arrêté gubernatorial du 13 novembre 1874, Tiaret-Aflou, qui dépend du territoire de commandement de la division Oran, subdivision de Mascara, cercle de Tiaret .
L’arrondissement de Tiaret, aux confins du sud oranais, se situe dans la région des Hauts Plateaux. Il est limité au nord par le massif de l’Ouarsenis et au sud par le massif saharien du Djebel Amour. La ville de Tiaret, qui culmine à 1180m, est à la croisée des chemins de Relizane, de Mascara, de Saïda, de Teniet el Haad et d’Aflou. Elle est un lieu privilégié d’échanges entre les populations du Tell et les nomades du Sud. Comprise dans une des riches régions céréalières de l’Algérie, on y cultive le blé dur, le blé tendre, l’orge et l’avoine. Quelques cultures complémentaires comme les légumes secs (lentilles) et la vigne sont aussi pratiquées. Il se tient chaque semaine, à Tiaret, un des plus importants marché agricole de l’Algérie où se vendent denrées, bestiaux et produits artisanaux. Tiaret est aussi le pays des chevaux par excellence et depuis 1877, une jumenterie, où l’on pratique l’élevage de pur-sang arabe et arabe barbe destinés à l’armée coloniale, a été établie. A l’extrême sud de l’arrondissement, dans la région d’Aflou, les cultures ne constituent qu’un appoint. L’élément dominant de l’économie est l’élevage nomade des ovins, bovins, caprins et camelins. Les chevaux du Djebel Amour sont recherchés pour « leur résistance et la sûreté de leur pied montagnard ». L’autre ressource est l’alfa qui pousse librement sur de grandes superficies et dont les nappes sont exploitées annuellement. L’arrondissement s’étend donc sur de vastes espaces aux aspects variés et abrite des populations peu nombreuses. En 1940, il compte une superficie totale d’environ 24 267 km2 pour 177 528 habitants, 19 029 Européens et 158 499 Indigènes, soit 7 habitants au km2. Il comprend des communes de plein exercice et des communes mixtes, composées de centres de colonisation et de sections indigènes, celles-ci étant formées de tribus ou de douars. Les communes de plein exercice sont placées sous l’autorité d’un maire tandis que les centres de colonisation des communes mixtes sont gérés par un adjoint spécial européen et les sections indigènes par un caïd. L’unité administrative des communes mixtes est réalisée par l’administrateur. Les communes de plein exercice de l’arrondissement sont Tiaret érigée en 1869, Palat en 1912, Montgolfier en 1914, Trumelet en 1921, Frenda en 1923, Prévost-Paradol en 1928, Trézel en 1946 et Martimprey. Les communes mixtes sont Tiaret (1880), Frenda (1885), Djebel Nador (1905), et Aflou (1923).
La province a subi de nombreux massacres (le plus important étant le[massacre de Sid El-Antri en 1997), tueries et des attentats à la bombe durant la guerre civile algérienne, mais moins que dans les zones plus proches d'Alger. L'Institut de l'Afrique a rapporté dans une monographie de mai 2004 que le paysage plus « aride et montagneux » de Tiaret a facilité les activités terroristes. La base de connaissance sur le terrorisme du MIPT rapporte que Tiaret « est un site fréquent d'attaques par le Groupe Salafiste pour la prédication et le combat (GSPC) ».
Tiaret étant une wilaya à vocation agro-pastorale depuis de nombreuses décennies, un recensement a permis en 2023 de connaître les différents cheptels de la région. On compte 1 548 566 ovins bien loin des 2,5 millions évoqués, mais aussi 136 415 caprins et 32 643 bovins dont 16 416 vaches laitières, bien loin aussi de ce qu’on peut qualifier de bassin laitier. Enfin 4 261 équins et même 64 camélidés .

## Organisation de la wilaya

### Walis
Le poste de wali de la wilaya de Tiaret a été occupé par plusieurs personnalités politiques nationales depuis sa création le 16 mai 1963 par le décret no 63-189 qui organise le territoire algérien en un nombre de quinze wilayas.
| N° | Wali                     | Début             | Fin                |
| -- | ------------------------ | ----------------- | ------------------ |
| 1  | Mohamed El Kébir         | 16 octobre 1962   | 26 octobre 1962    |
| 2  | Kada Boutarène           | 26 octobre 1962   |                    |
| 3  |                          |                   |                    |
| 4  | Abdelkader Niar          |                   | 20 août 1964       |
| 5  | Mohamed Sadek Benyahia   | 20 août 1964      |                    |
| 6  | Dahou Ould Kablia        |                   | 23 juillet 1965    |
| 7  | Abdelaziz Ouhibi         | 22 juillet 1965   | 9 octobre 1970     |
| 8  | El Houari Attar          | 9 octobre 1970    | 17 septembre 1974  |
| 9  | Dehimi Belhadj           | 17 septembre 1974 |                    |
| 10 | Baghdadi Laâlaouna       | 1er juin 1979     |                    |
| 11 | Ahmed Chami              |                   | 30 novembre 1980   |
| 12 | Rachid Aktouf            | 1er décembre 1980 | 1er septembre 1981 |
| 13 |                          |                   |                    |
| 14 |                          |                   |                    |
| 15 | Mohamed Seghir Hamrouchi |                   | 13 mai 1984        |
| 16 | Abdelmadjid Tebboune     | 13 mai 1984       | 26 juillet 1989    |
| 17 | Rabah Boubertakh         | 26 juillet 1989   | 29 juillet 1990    |
| 18 | Lahcène Seriak           | 29 juillet 1990   | 21 août 1991       |
| 19 | Mustapha Mekki           | 21 août 1991      | 11 octobre 1991    |
| 20 | Ahmed Zoulim             | 13 novembre 1991  | 30 juin 1994       |
| 21 | Salah Ançar              | 30 juin 1994      |                    |
| 22 | Ahcène Ezziat            |                   | 4 août 2001        |
| 23 | Brahim Merad             | 4 août 2001       | 7 mai 2008         |
| 24 | Mohamed Bousmaha         | 7 mai 2008        | 4 août 2015        |
| 25 | Abdeslam Bentouati       | 4 août 2015       | 25 janvier 2020    |
| 26 | Mohamed Amine Deramchi   | 25 janvier 2020   | 14 septembre 2022  |
| 27 | Ali Bouguerra            | 14 septembre 2022 | 5 novembre 2024    |
| 28 | Saïd Khalil              | 5 novembre 2024   | en cours           |

### Daïras
La wilaya de Tiaret compte 14 daïras:

### Communes
La wilaya de Tiaret compte 42 communes:

## Ressources hydriques

### Barrages
Cette wilaya comprend les barrages suivants:
- Barrage de Benkhedda[17].
- Barrage de Dahmouni[18].
- Barrage de Bougara[19].

Ces barrages font partie des 65 barrages opérationnels en Algérie alors que 30 autres sont en cours de réalisation en 2015.

## Santé
- Hôpital de Tiaret.
- Hôpital de Sougueur.
- Hôpital de Mahdia.
- Hôpital de Frenda.
- Hôpital de Ksar Chellala.

## Patrimoine
La région de Tiaret recèle un très vaste champ archéologique illustré par la présence de vestiges berbères et romains se confondant à Aïn Sbiba (Frenda), Columnata (Sidi Hosni), Kherbet Ouled Bouziane (Dahmouni), Souamah (Mechraa Es Safâ), Tihert l'ancienne et Tingartia.

### Mosquée El Attik à Tiaret
Les sites religieux sont des potentialités touristiques, on y trouve des vieilles mosquées et des zawiyas à travers le territoire de la wilaya, parmi eux, la mosquée El Attik. C'est l'une des plus vieilles mosquées à Tiaret Ville.
Sa construction remonterait à 1470 et la ville doit cet édifice religieux à un groupe de citoyens qui ont tenu à édifier une mosquée selon un modèle typiquement maghrébin. Elle est implantée sur les hauteurs de la ville de Tiaret
.

### Art rupestre de Tiaret
Les premiers hommes ou les premières civilisations qui ont peuplé la région de Tiaret ont laissé leurs empreintes sur la pierre en gravant des scènes de la vie quotidienne, de la faune et de la flore qui les entouraient.

### Le royaume des Djeddars de Frenda

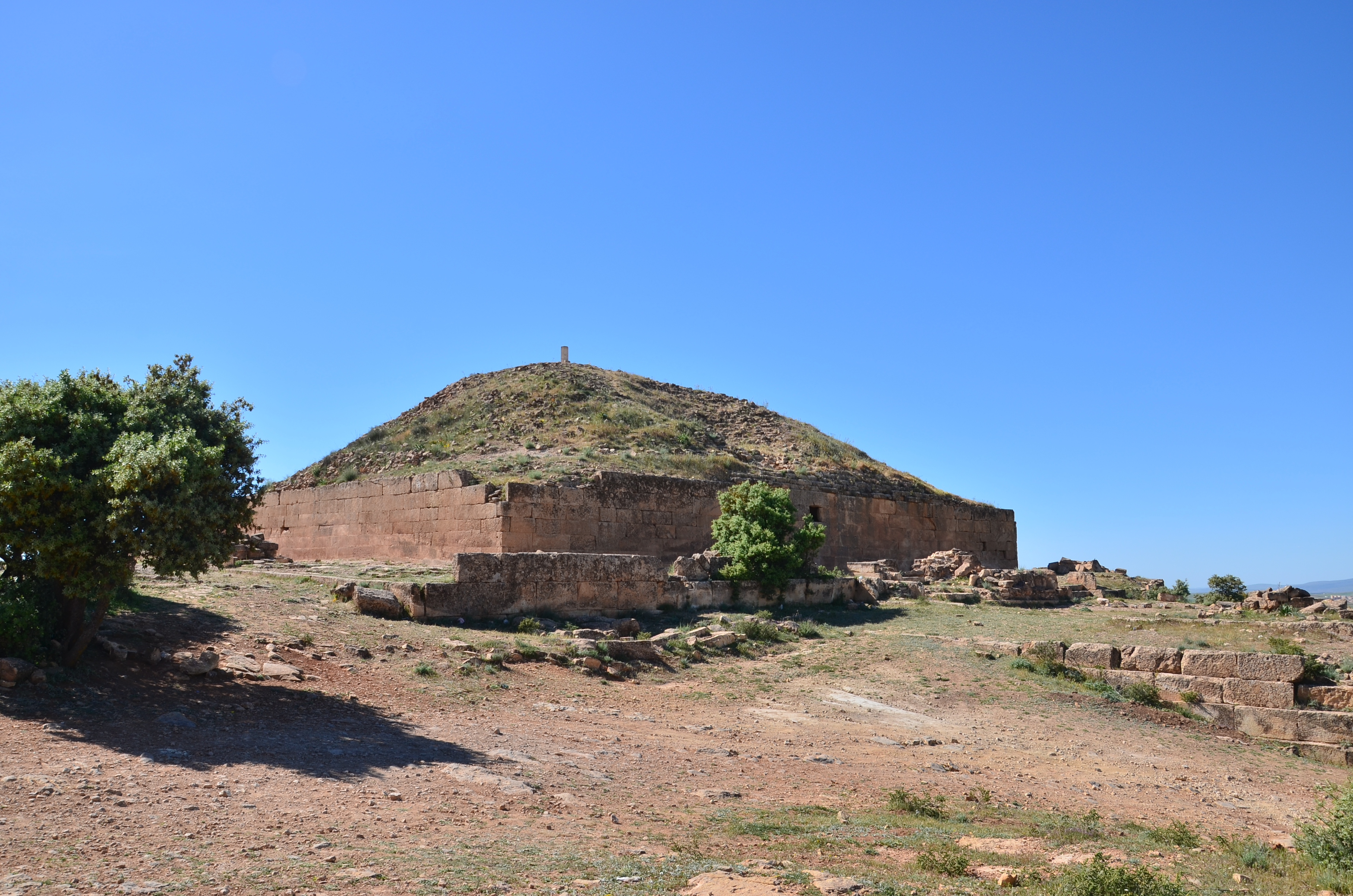
DJEDDAR à Frenda wilaya de Tiaret

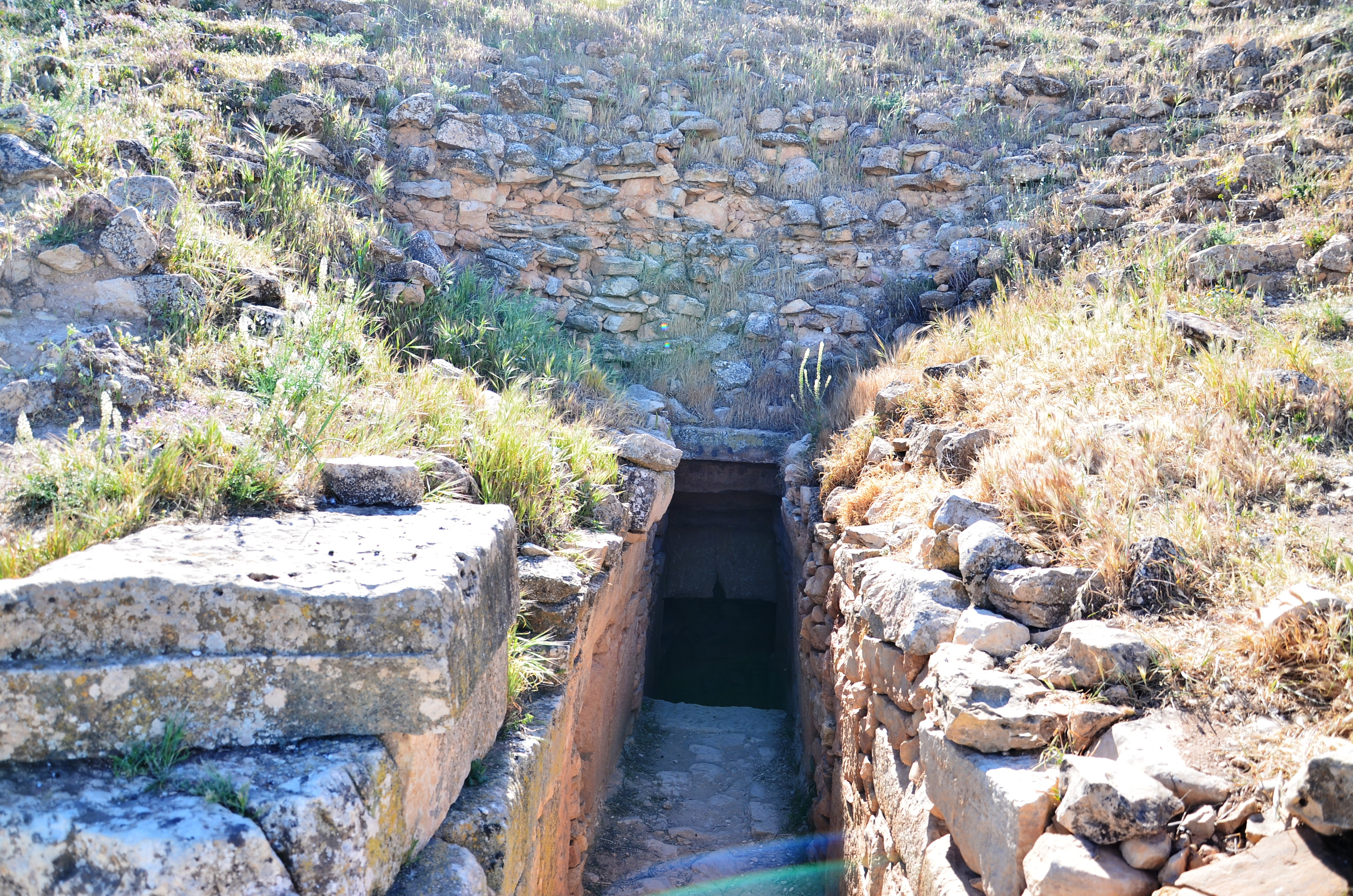
Djeddar Monuments funéraires à Frenda wilaya de Tiaret 12

C’est l’un des plus importants sites archéologiques de la wilaya de Tiaret. Les Djeddars ou Djeddars de Frenda tout comme le Medracen ou le mausolée royal de Maurétanie, situés sur des hauteurs à l'ouest de Medroussa, dans la commune de Tousnina (wilaya de Tiaret), sont des monuments funéraires berbères.
Les Djeddars restent l’unique exemple de monuments funéraires tardifs de tradition berbère en Afrique du nord. On y retrouve trois mystérieuses pyramides dressées aux Ve et VIe siècles.

### Tagdempt-Tahert
Tahert devient au VIIIe siècle la capitale du premier État indépendant au Maghreb sous l'Iman ibadite Ibn Rustom.
Située à 9 km à l'ouest de la ville actuelle de Tiaret, Tagdempt renferme quelques vestiges épars de cette Tahert Rostémide, le site sera occupé par l'émir Abdelkader qui y édifiera une forteresse militaire et c’est pourquoi, les ruines des deux époques s'entremêlent et se superposent.

### Les grottes d’Ibn Khaldoun à Frenda (Taoughazout)

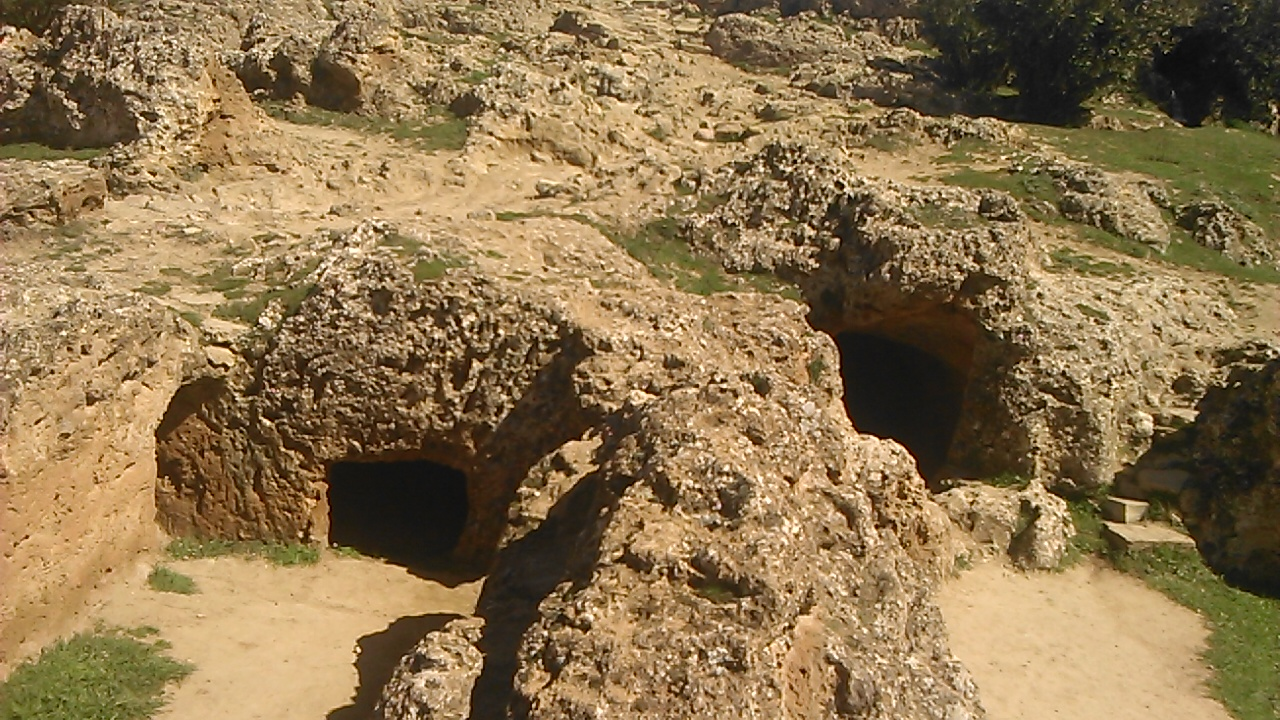
Grottes Ibn Khaldoun Taoughazout frenda wilaya de tiaret

Les Grottes d'Ibn Khaldoun sont classées depuis 1949, reclassées et protégées par le gouvernement algérien sous l'intitulé « Bled Touta Lakania et Grottes se rapportent à la tradition de l’Historien Ibn Khaldoun ». C'est dans cet endroit que Ibn Khaldoun aurait écrit la Moqadima et une partie du Kitab al Ibar.